# Arundel Castle
Arundel Castle er en renoveret middelalderborg i Arundel i West Sussex i England. Opførelsen begyndte juledag 1067 ved Roger de Montgomery. Han blev den første jarl af jarldømmet Arundel, som han fik af Vilhelm Erobreren. Fæstningen blev ødelagt under den engelske borgerkrig og renoveret i 17- og 1800-tallet.
Fra 1000-tallet har slottet tjent som sæde for Hertugen af Norfolk og er  nedarvet gennem 400 år. Det er stadig det primære sæde for Norfolk-familien. Det er en fredet bygning af første klasse.